# Минуарция
Минуа́рция, или минуа́ртия (лат. Minuártia) — род травянистых растений семейства Гвоздичные, включающий более ста видов.

## Название
Род назван в честь испанского ботаника Хуана Минуарта (исп. Juan Minuart, 1693—1768), профессора из Мадрида.

## Ботаническое описание
Однолетние и многолетние травянистые растения с узкими (от линейных до нитевидных) листьями и нитевидными стеблями.
Цветки 5-членные, с цельными или чуть выемчатыми наверху лепестками. Тычинок 10. Чашелистиков и лепестков 5. Плод — продолговатая или яйцевидная коробочка, при созревании растрескивающаяся на 3 части.

## Классификация
Иногда включается в род Arenaria.

### Таксономия
Род Минуарция входит в семейство Гвоздичные (Caryophyllaceae) порядка Гвоздичноцветные (Caryophyllales)
|  |                                      |  |                                                             |                                                             |                      |  | ещё 28 семейств (согласно Системе APG II) |                    |                    |                 |
|  |                                      |  |                                                             |                                                             |                      |  |                                           |                    |                    | около 100 видов |
|  |                                      |  |                                                             | порядок Гвоздичноцветные                                    |                      |  |                                           |                    | род Минуарция      |                 |
|  |                                      |  |                                                             | порядок Гвоздичноцветные                                    |                      |  |                                           |                    | род Минуарция      |                 |
|  | отдел Цветковые, или Покрытосеменные |  |                                                             |                                                             | семейство Гвоздичные |  |                                           |                    |                    |                 |
|  | отдел Цветковые, или Покрытосеменные |  |                                                             |                                                             |                      |  |                                           |                    |                    |                 |
|  |                                      |  | ещё 44 порядка цветковых растений (согласно Системе APG II) | ещё 44 порядка цветковых растений (согласно Системе APG II) |                      |  |                                           | ещё около 80 родов | ещё около 80 родов |                 |
|  |                                      |  |                                                             | ещё 44 порядка цветковых растений (согласно Системе APG II) |                      |  |                                           |                    | ещё около 80 родов |                 |

### Виды
По информации базы данных The Plant List, род включает 108 видов. Некоторые из них:
- Minuartia adenotricha Schischk. — Минуарция железистая
- Minuartia arctica (Steven ex Ser.) Graebn. — Минуарция арктическая
- Minuartia biflora (L.) Schinz & Thell. — Минуарция двуцветковая, или Минуарция двухцветковая
- Minuartia dianthifolia Hand.-Mazz. — Минуарция гвоздиколистная
- Minuartia glomerata (M.Bieb.) Degen — Минуарция скученная
- Minuartia helmii (Fisch. ex Ser.) Schischk. — Минуарция Гельма, или Минуарция Хельма
- Minuartia hirsuta (M.Bieb.) Hand.-Mazz. — Минуарция волосистая
- Minuartia hybrida (Vill.) Schischk. — Минуарция гибридная
- Minuartia kryloviana Schischk. — Минуарция Крылова
- Minuartia litwinowii Schischk. — Минуарция Литвинова
- Minuartia macrocarpa (Pursh) Ostenf. — Минуарция крупноплодная
- Minuartia meyeri (Boiss.) Bornm. — Минуарция Мейера
- Minuartia obtusiloba (Rydb.) House — Минуарция туполопастная
- Minuartia oreina Schischk. — Минуарция горная
- Minuartia pusilla (S.Watson) Mattf. — Минуарция маленькая
- Minuartia regeliana (Trautv.) Mattf. — Минуарция Регеля
- Minuartia rubella (Wahlenb.) Hiern — Минуарция красноватая
- Minuartia stellata (E.D.Clarke) Maire & Petitm. — Минуарция звёздчатая
- Minuartia stricta (Sw.) Hiern — Минуарция прямостоячая, или Минуарция прямая
- Minuartia taurica (Steven) Graebn. — Минуарция Крымская
- Minuartia turcomanica Schischk. — Минуарция туркменская
- Minuartia verna (L.) Hiern — Минуарция весенняя
- Minuartia viscosa (Schreb.) Schinz & Thell. — Минуарция липкая

## Галерея

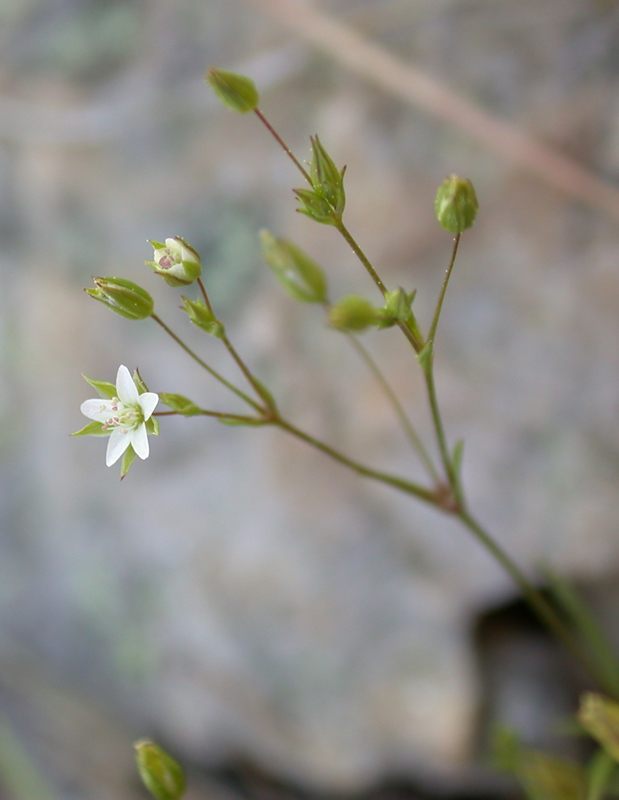
Minuartia hybrida
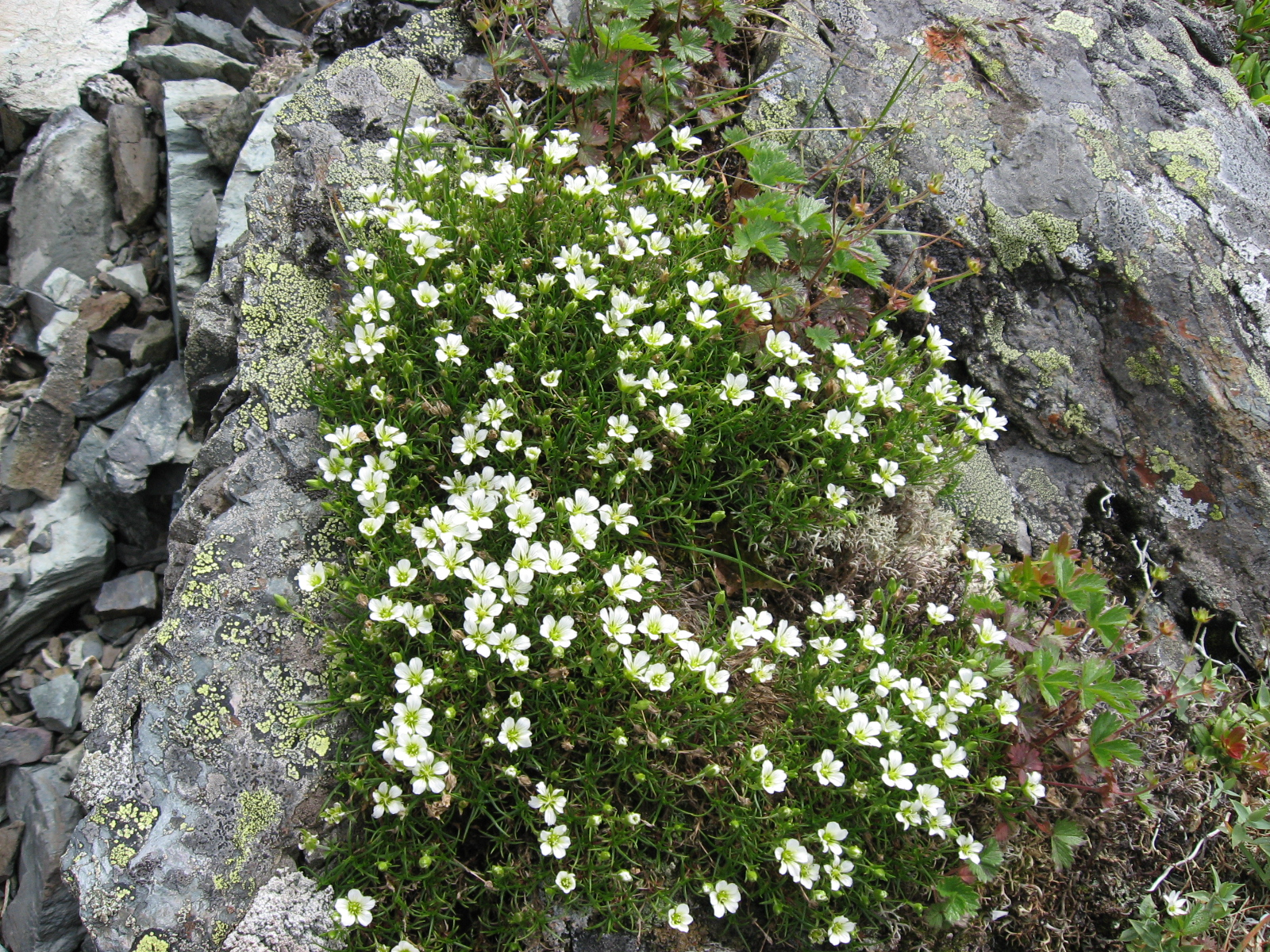
Минуарция арктическая
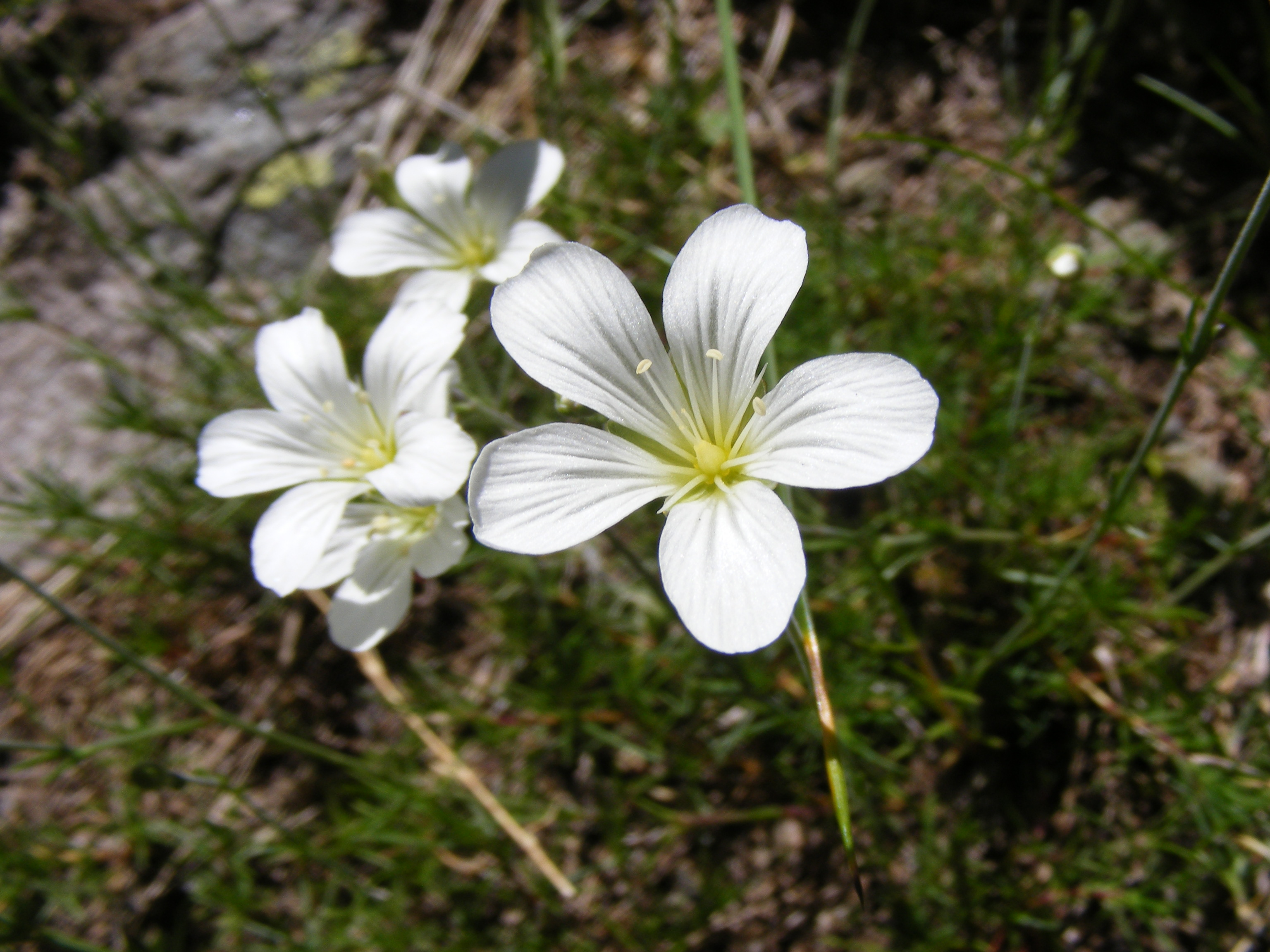
Minuartia laricifolia
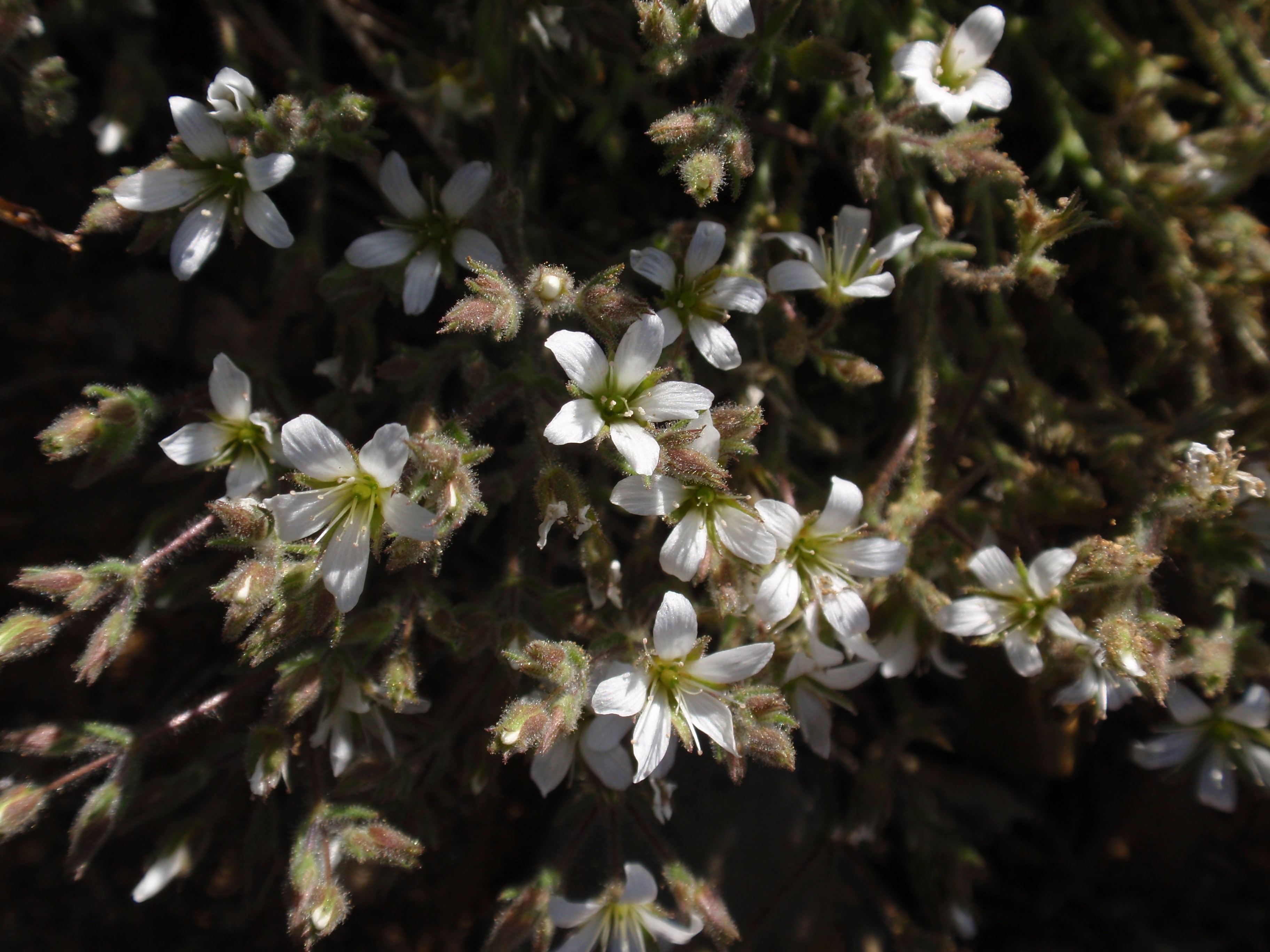
Minuartia nuttallii
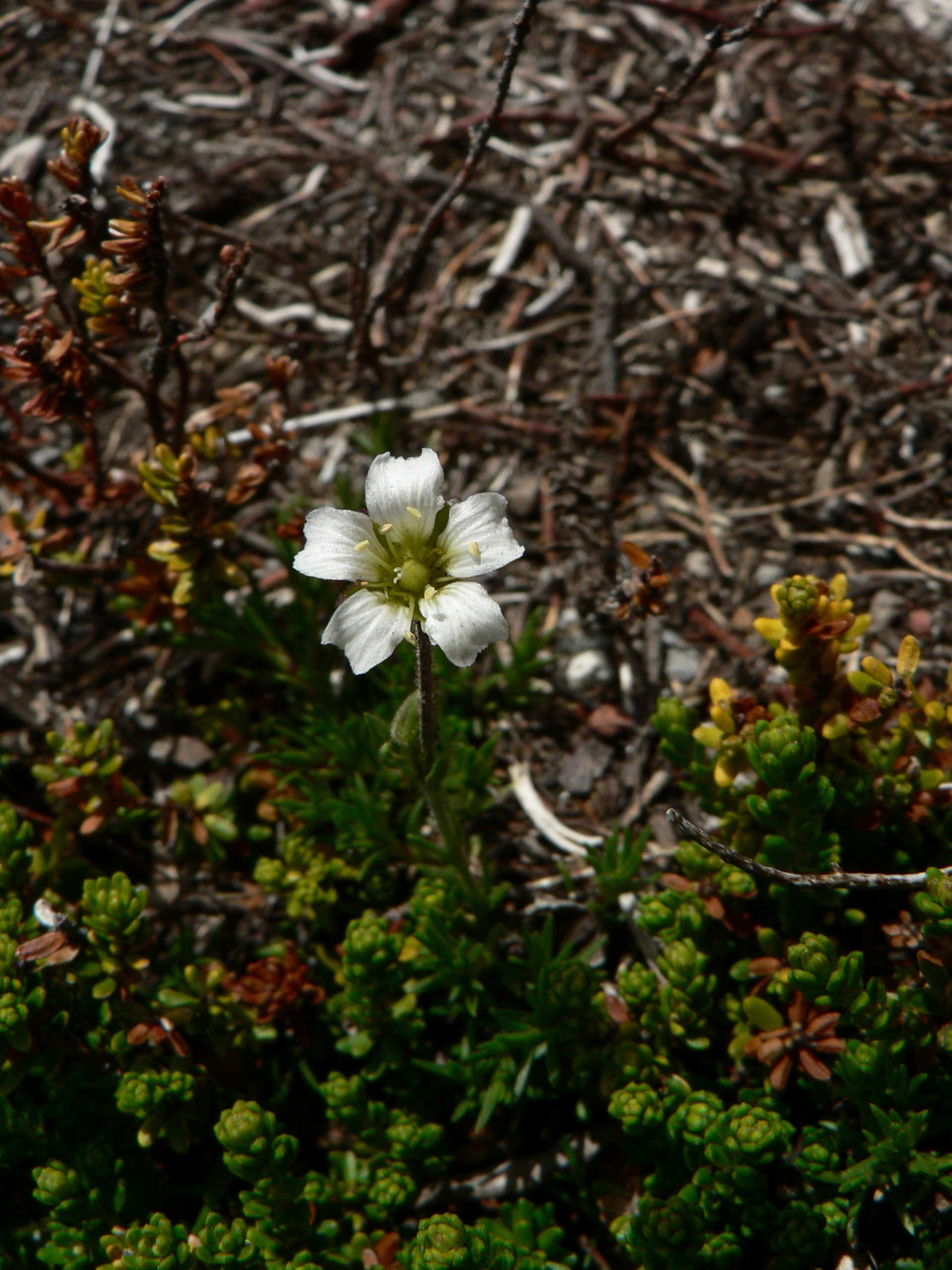
Минуарция туполопастная